# Emmi Handke
Emmi Handke, auch Emmy Handke, geborene Christoph (* 30. September 1902 in Breslau; † 17. Januar 1994 in Berlin), war eine deutsche Kommunistin und langjährige Generalsekretärin des Internationalen Lagerkomitees Ravensbrück sowie Volkskammerabgeordnete.

## Leben
Emmi Handke, aus einer Arbeiterfamilie stammend, wuchs als Vollwaise zusammen mit acht Geschwistern bei ihren Tanten in Dresden auf. Nach dem Besuch der Volksschule und einer Handelsschule absolvierte sie von 1918 bis 1920 eine Ausbildung zur Kontoristin und nahm danach eine Bürotätigkeit auf.
Sie wurde 1922 Mitglied des KJVD und wenig später erstmals kurzzeitig verhaftet. 1925 wurde sie Mitglied der KPD und sie bekam eine Anstellung als Mitarbeiterin des ZK der KPD. Ihre Tätigkeit führte sie 1927 im Rahmen einer Delegationsreise in die Sowjetunion, wo sie ihren ersten Mann Karl Thoma kennenlernte. Nach der Hochzeit zog die nunmehr verheiratete Emmi Thoma 1928 zu ihrem Mann nach Berlin. Ihr Ehemann wurde nach dem Reichstagsbrand am 27. Februar 1933 verhaftet. Emmi Thoma selbst wurde 1934 wegen illegaler politischer Tätigkeit verhaftet. Ihren Ehemann, der sich nach seiner Entlassung den Interbrigaden in Spanien anschloss, sah Emmi Thoma nie wieder.
Nach sechsjähriger Einzelhaft im Zuchthaus Jauer wurde sie 1941 in das KZ Ravensbrück deportiert. Dort wurde die geschwächte Frau durch Hilfe von Mithäftlingen zur Arbeit in das Krankenrevier eingeschleust. Im späten Frühjahr 1942 deportierte man Emmy Thoma nach Auschwitz, wo sie auch wieder als Pflegerin im Revier arbeitete. Auf den Vorschlag einer Oberaufseherin hin wurde Emmi Thoma nach einiger Zeit zusammen mit vier weiteren Häftlingen durch Reichsführer SS Heinrich Himmler persönlich aus dem Konzentrationslager entlassen. Jedoch verpflichtete sie der Lagerarzt Baron von Bodmann als Dienstmädchen in seinem Haushalt. Über zwei Jahre musste Thoma diese Tätigkeit verrichten. Nach der Befreiung kehrte Emmi Thoma nach Berlin zurück. Dort erhielt sie eine Anstellung als Mitarbeiterin beim Parteivorstand der KPD, dem späteren ZK der SED. Sie engagierte sich im Sektor Widerstand und suchte nach Häftlingen, die aus den Lagern und Gefängnissen zurückkehrten und veranlasste sie, ihre Erlebnisse aufzuschreiben. Während ihrer Tätigkeit traf Thoma auch Georg Handke wieder, mit dem sie 1934 verhaftet worden war, und heiratete ihn 1947. 1956 beendete Emmi Handke ihre Tätigkeit beim ZK der SED und widmete sich ihren Ehrenämtern.
Als Mitarbeiterin des ZK der KPD hatte sie keine politischen Ämter inne. 1947 wurde sie zur ersten Sprecherin der Lagergemeinschaft Ravensbrück gewählt. Ein Jahr später wurde sie Mitglied des Sekretariats des DFD-Bezirksverbandes Berlin. Zudem saß sie zeitweilig im Aufsichtsrat der Berliner Konsumgenossenschaften. 1955 wurde Emmi Handke zur Vizepräsidentin des Internationalen Lagerkomitees Ravensbrück gewählt. 1963 wählte man sie zur Generalsekretärin des Lagerkomitees. In dieser Funktion war Emmi Handke bis 1993 tätig. Auch dem DFD blieb das prominente Mitglied nicht verborgen. 1958 kandidierte Emmi Handke für die Volkskammerwahlen als Kandidatin des DFD. Fortan vertrat sie die Massenorganisation, anfangs als Berliner Vertreterin, bis 1986 im Parlament der DDR. Zeitweise war auch ihr Ehemann Georg Handke Abgeordneter der Volkskammer. Zwischen 1964 und 1969 war Emmi Handke auch Mitglied des DFD-Bundesvorstandes.

## Auszeichnungen
- 6. Mai 1955 und 1962 Vaterländischer Verdienstorden in Silber, 1967 in Gold
- 1958 Medaille für Kämpfer gegen den Faschismus 1933 bis 1945
- 1959 Clara-Zetkin-Medaille
- 1972 Ehrenspange zum Vaterländischen Verdienstorden in Gold
- 1977 Karl-Marx-Orden
- 1982 Orden Stern der Völkerfreundschaft in Silber und 1987 in Gold